# Condat-lès-Montboissier
Condat-lès-Montboissier är en kommun i departementet Puy-de-Dôme i regionen Auvergne-Rhône-Alpes i centrala Frankrike. Kommunen ligger i kantonen Saint-Germain-l'Herm som tillhör arrondissementet Ambert. År 2022 hade Condat-lès-Montboissier 230 invånare.

## Befolkningsutveckling
Antalet invånare i kommunen Condat-lès-Montboissier
| Referens: INSEE |